# Einspritzventil

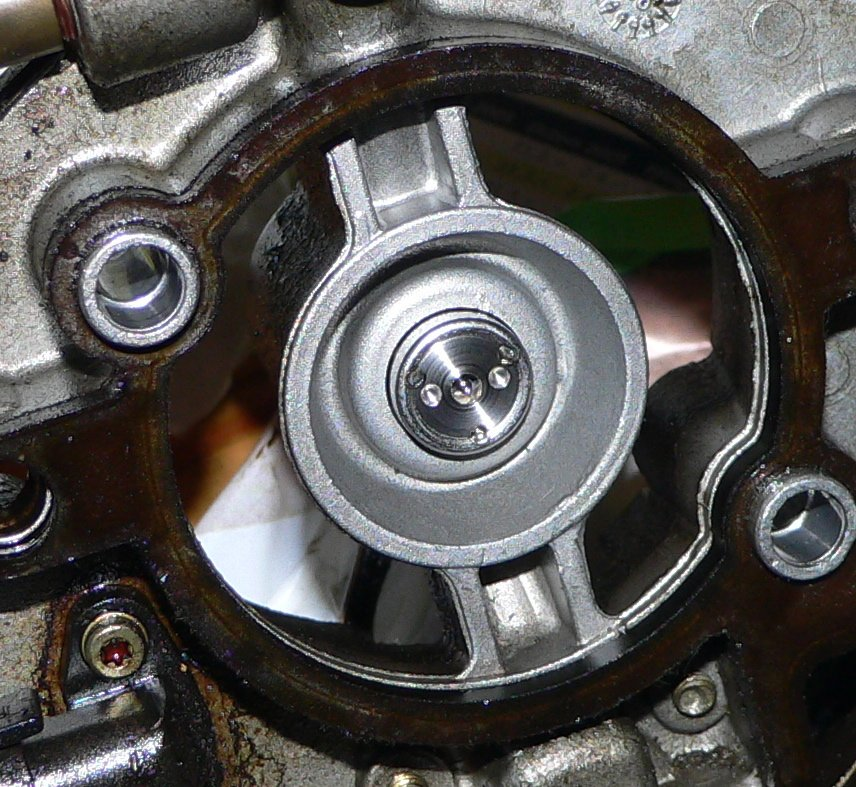
Einspritzdüse einer Einpunkt-Saugrohreinspritzung

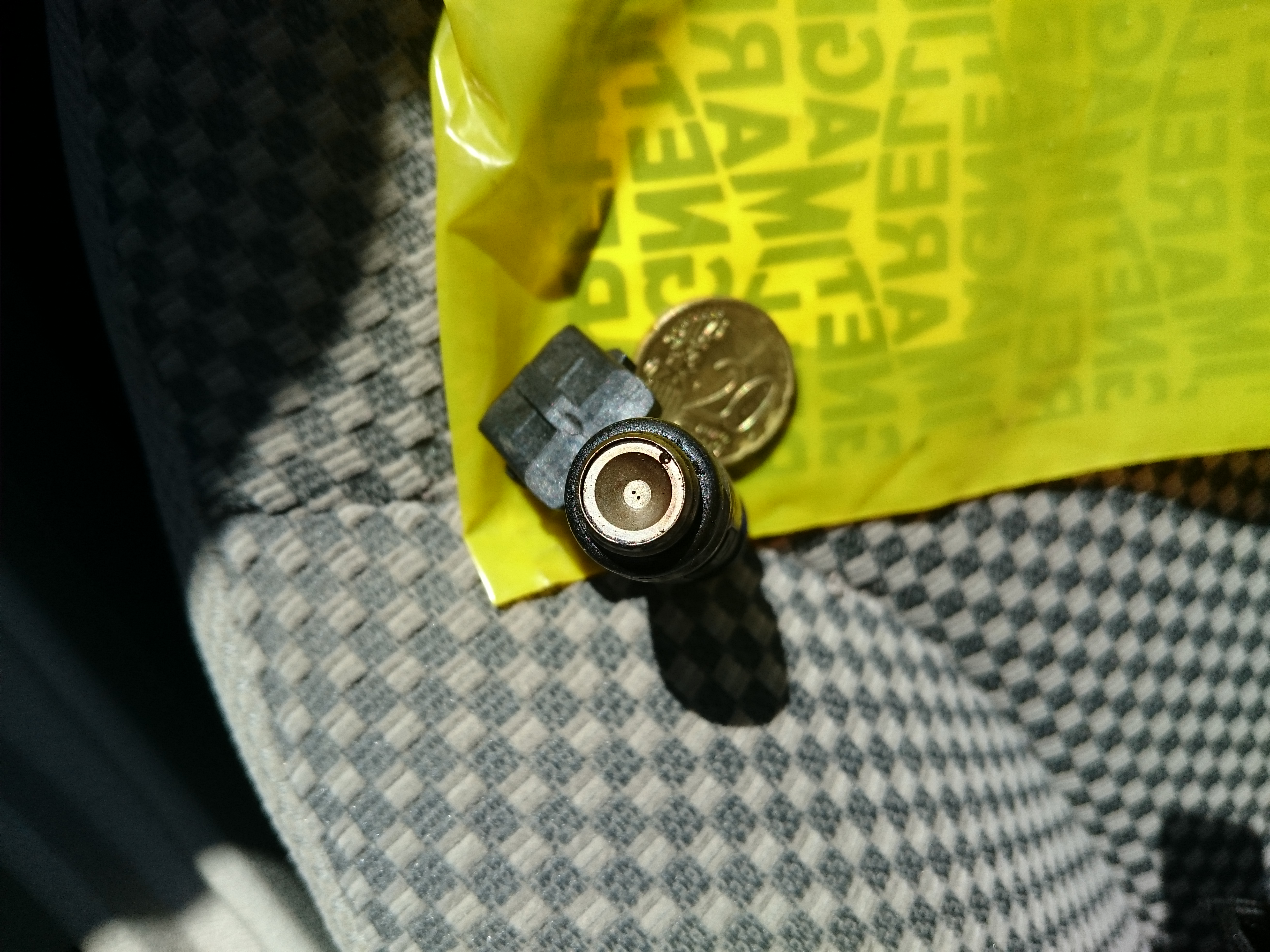
Einspritzdüse einer Mehrpunkt-Saugrohreinspritzung

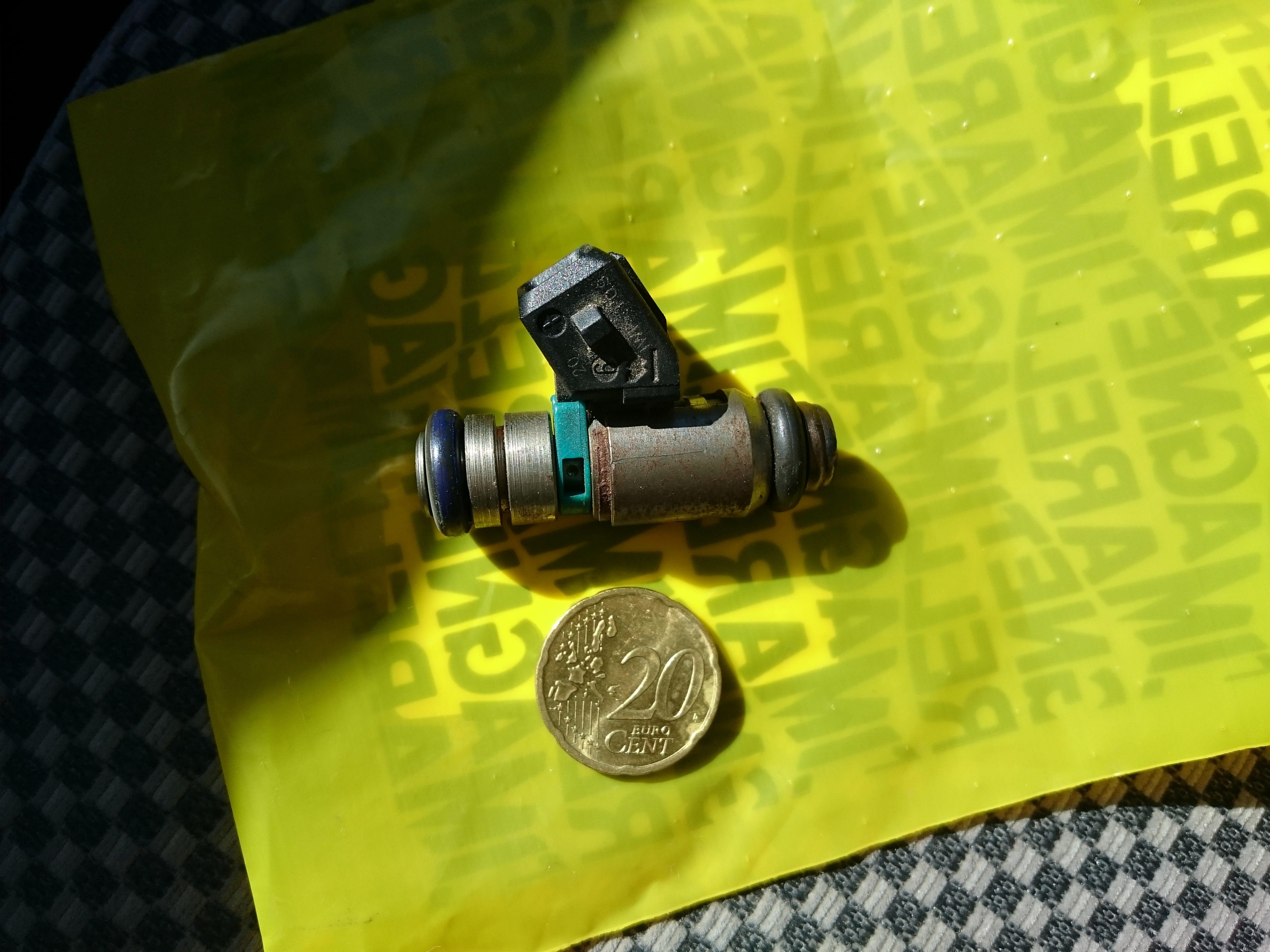
Einspritzdüse einer Mehrpunkt-Saugrohreinspritzung zum Größenvergleich eine 20 Eurocentmünze

Elektrisch gesteuerte Einspritzdüse bei Ottomotoren

Ein Einspritzventil ist ein Ventil, das an einem Verbrennungsmotor Kraftstoff in den Ansaugtrakt oder den Verbrennungsraum einspritzt.
Bei Ottomotoren kommen heutzutage überwiegend elektrisch angesteuerte Magnetventile zum Einsatz. Mechanische Einspritzventile wie es sie z. B. bei der Bosch K-Jetronic bis in die 1990er gab, sind für moderne, elektronische Einspritzanlagen nicht mehr geeignet. Bei Dieselmotoren wurden historisch ebenfalls hydraulisch auf den Druck reagierende Ventile verwendet, beim Pumpe-Düse-System und bei der Common-Rail-Einspritzung sind elektrisch angesteuerte Ventile im Einsatz.
Neben Magnetventilen werden bei der Direkteinspritzung auch piezoelektrische Ventile verwendet.
Der Kraftstoff wird bei der Direkteinspritzung teilweise auf bis über zehn Einspritzungen verteilt. Bei Dieselmotor ist eine Voreinspritzung üblich, die die Laufkultur verbessert und mit späten Nacheinspritzungen kann das Abgassystem aufgeheizt werden.
Entscheidend bei der Dieseleinspritzung ist das Strahlbild, also wie die Düse den Kraftstoff bei der Einspritzung verteilt. Man unterscheidet hier zunächst zwischen luftverteiltem Kraftstoff und wandverteiltem Kraftstoff (MAN M-Verfahren).

## Düsenfehler
Im Idealzustand sollte bei luftverteiltem Kraftstoff der Einspritzstrahl außen feine Tröpfchen enthalten und im Zentrum zu größeren Tröpfchen zerstäuben. Dadurch zünden die feineren Tröpfchen zuerst, der Kraftstoff brennt langsamer und gleichmäßiger ab und es entsteht ein vergleichsweise sanfter Druckanstieg im Brennraum.
Der Hauptfehler bei der Einspritzung besteht in einer mangelhaften Zerstäubung, die sich auf verschiedene Arten auswirken kann:
- Klopfende Verbrennung: Ein großer Teil der eingespritzten Kraftstoffmenge verbrennt schlagartig. Dies macht sich akustisch durch das bekannte „Nageln“ des Dieselmotors (eine Form der klopfenden Verbrennung) bemerkbar, das in der Regel zu Mehrverbrauch, Leistungsverlust, schlechterer Abgasqualität und auf Dauer zu Schäden an den Gleitlagern des Triebwerks führen kann.

- Lokale Überhitzung: Wenn die Strahlrichtung dejustiert ist und das Kraftstoff-Luft-Gemisch auf Bauteile zielt, dann können diese durchbrennen (etwa Loch im Kolbenboden).

- Abriss des Schmierfilms: Wenn der Kraftstoffstrahl auf die Zylinderwand zielt, kann der Schmierfilm abgewaschen werden. Wegen der geringeren Schmierwirkung des Kraftstoffes ist dann mit Fressschäden zu rechnen.

Weitere Fehler bestehen in einer undichten Düse oder gebrochenen Düsenfedern (bei klassischen Düsen, die nur als Drossel wirken), so dass Kraftstoff vor oder nach der regulären Einspritzung in den Brennraum nachläuft. Der Kraftstofffilm verkokt an der Düse und behindert dann wiederum die korrekte Zerstäubung.